# 朱云来
朱云来（1958年7月29日—），男，湖南长沙人，中华人民共和国国务院前总理朱镕基之子，曾任中国国际金融有限公司（CICC）CEO。香港金融發展局成員之一。

## 生平
1977年至1981年就读于南京气象学院大气物理学专业，毕业后进入中国气象局工作，后赴美国深造。
1994年，毕业于威斯康星大学，获大气物理学博士学位。
1994年至1995年，朱就读于芝加哥帝博大學，8个月获得会计硕士学位。
1995年至1996年，朱就职于安达信芝加哥分部，任高级会计师。
1996年至1997年，朱跳槽至瑞士信贷第一波士顿任投资顾问、高级副总裁。
1998年，中国共产党中央发布命令，禁止高层干部子女任职外资公司。朱云来于是回到香港，由王岐山安排加入由中国建设银行控股，摩根斯坦利参股，王岐山任董事长的中国国际金融有限公司（即中金公司）香港分部。
2000年，朱云来进入中金公司管理委员会。2004年，出任中金公司CEO。2014年，辞去中金公司总裁及管理委员会主席的职务。

## 奖项和荣誉
2004年被财富杂志评为“亚洲最具影响力的商界领袖”，排名第15。
2009年，荣获“第一财经金融价值榜”年度投资银行家。

## 评价
朱云来处世低调内敛，但是自从其进入中金公司之后，该公司几乎垄断了中国国有大公司海外上市的市场。据悉，朱在中金的薪酬2007年可能高达1700万美元（2006年1000万美元），远高于其他国内金融同行高管。